# Europska ophodna korveta
European Patrol Corvette (EPC ili PPX) projekt je stalne strukturirane suradnje (PESCO) koji je Europsko vijeće usvojilo 12. studenog 2019. Cilj je projektirati i razviti novu klasu ratnih brodova. Projekt koordinira Italija, a sudjeluju Francuska, Španjolska i Grčka te Hrvatska i Portugal kao promatrači. U prosincu 2021.  Norveška i Danska također su se pridružile projektu.
Brodovi će imati konvencionalni trup različitih dimenzija, naoružanja i pogonskih sustava.
EPC će imati najmanje dvije verzije:
- Borbena varijanta (prijavljena preferencija Italije): 3D radar i sustavi borbenog upravljanja, projektili zemlja-zrak srednjeg/kratkog dometa (SAM), torpedne protumjere, predviđena najveća brzina 46 – 48 km/h;
- Ophodna inačica dugog doplova (prijavljena preferencija Francuske): 3D radar i sustavi borbenog upravljanja, projektili zemlja-zrak srednjeg/kratkog dometa, predviđena najveća brzina 44 km/h.[4]

Drugi su izvori ranije sugerirali da se razmatraju tri varijante:
- EPC optimiziran za protupovršinsko i protuzračno ratovanje s mogućnošću protupodmorničkog ratovanja i sa sposobnostima samoobrane.
- EPC optimiziran za protupovršinsko ratovanje i dizajniran s dometom od 19.000 km pri brzini od 26 km/h.
- EPC optimiziran za ophodne misije u plavim vodama (offshore).[5]

Bez obzira na konfiguraciju i varijante, od 2022. godine zemlje članice namjeravaju potpisati ugovor već 2025., a polaganje kobilice prvog broda održat će se 2026. s početkom isporuke 2030. godine.
Godine 2022. naznačeno je da će projekt dobiti dodatnih 200 milijuna eura iz Fonda za obranu Europske unije (EDF).

## Sudionici
Države:
- Italija – koordinator projekta
- Hrvatska – promatrač
- Francuska
- Grčka
- Portugal – promatrač
- Španjolska
- Danska
- Norveška

Tvrtke:
- NAVIRIS (zajednički pothvat tvrtki Fincantieri i Naval Group)
- Indra Sistemas, Navantia